# استان ترنوپیل
استان ترنوپیل (به اوکراینی: Тернопільська область) از استان‌های اوکراین است.
مرکز این استان شهر ترنوپیل می‌باشد.